# Acylita
Acylita là một chi bướm đêm thuộc họ Noctuidae.

## Hình ảnh

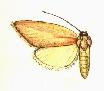

## Các loài
- Acylita cara Schaus, 1894
- Acylita distincta D. Jones, 1908
- Acylita dukinfieldi Schaus, 1894
- Acylita elongata Schaus, 1906
- Acylita monosticta D. Jones, 1908
- Acylita sanguifusa D. Jones, 1908